# Psalm 34

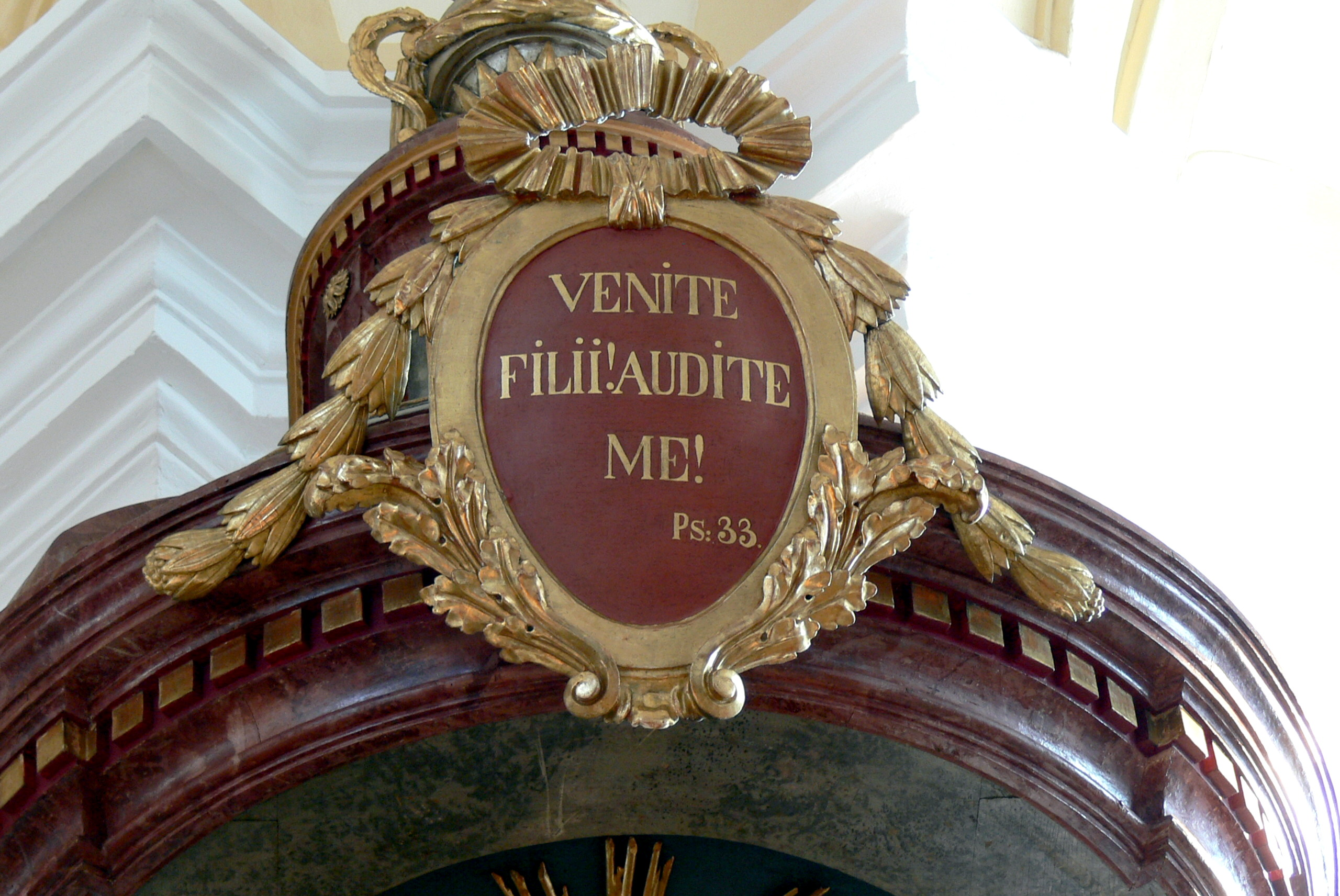
Ps 34, 12. Kanzelinschrift in St. Ägidius und Leonhard, Peilstein in Österreich

Der 34. Psalm (nach griechischer Zählung der 33.) ist ein Psalm Davids in der Bibel. Er gehört in die Reihe der Danklieder. Seine Verse sind in alphabetischer Anordnung, einem Akrostichon verfasst. Es ist der erste Psalm, der Engel als Behüter der Gottesfürchtigen beschreibt.

## Der Text von Psalm 34
| Buchstabe                                                                   | Vers | Biblia Hebraica                               | Elberfelder Bibel                                                                                       |
| --------------------------------------------------------------------------- | ---- | --------------------------------------------- | --- |
| (ל Lamed)                                                                   | 1a   | לדוד בשנותו את־טעמו לפני אבימלך ויגרשהו וילך׃ | Von David. Als er sich vor Abimelech wahnsinnig stellte und dieser ihn wegtrieb und er fortging.        |
| א Aleph                                                                     | 2    | אברכה את־יהוה בכל־עת תמיד תהלתו בפי׃          | Den HERRN will ich preisen allezeit, beständig soll sein Lob in meinem Munde sein.                      |
| ב Beth                                                                      | 3    | ביהוה תתהלל נפשי ישמעו ענוים וישמחו׃          | In dem HERRN soll sich rühmen meine Seele; hören werden es die Sanftmütigen und sich freuen. über mich. |
| ג Gimel                                                                     | 4    | גדלו ליהוה אתי ונרוממה שמו יחדו׃              | Erhebt den HERRN mit mir, lasst uns miteinander erhöhen seinen Namen!                                   |
| ד Daleth                                                                    | 5    | דרשתי את־יהוה וענני ומכל־מגורותי הצילני׃      | Ich suchte den HERRN, und er antwortete mir; und aus allen meinen Ängsten rettete er mich.              |
| ה He                                                                        | 6    | הביטו אליו ונהרו ופניהם אל־יחפרו׃             | Sie blickten auf ihn und strahlten, und ihr Angesicht wird nicht beschämt.                              |
| ו Waw-Strophe fehlt. (Oder Vers 6 beinhaltet das ו in der Mitte des Verses) |      |                                               | |
| ז Zajin                                                                     | 7    | זה עני קרא ויהוה שמע ומכל־צרותיו הושיעו׃      | Dieser Elende rief, und der HERR hörte, und aus allen seinen Bedrängnissen rettete er ihn.              |
| ח Chet                                                                      | 8    | חנה מלאך־יהוה סביב ליראיו ויחלצם׃             | Der Engel des HERRN lagert sich um die her, die ihn fürchten, und er befreit sie.                       |
| ט Tet                                                                       | 9    | טעמו וראו כי־טוב יהוה אשרי הגבר יחסה־בו׃      | Schmecket und sehet, dass der HERR gütig ist! Glücklich der Mann, der sich bei ihm birgt!               |
| י Jod                                                                       | 10   | יראו את־יהוה קדשיו כי־אין מחסור ליראיו׃       | Fürchtet den HERRN, ihr seine Heiligen! Denn keinen Mangel haben die, die ihn fürchten.                 |
| כ Kaph                                                                      | 11   | כפירים רשו ורעבו ודרשי יהוה לא־יחסרו כל־טוב׃  | Junglöwen darben und hungern, aber die den HERRN suchen, entbehren kein Gut.                            |
| ל Lamed                                                                     | 12   | לכו־בנים שמעו־לי יראת יהוה אלמדכם׃            | Kommt, ihr Söhne, hört mir zu: die Furcht des HERRN will ich euch lehren.                               |
| ם Mem                                                                       | 13   | מי־האיש החפץ חיים אהב ימים לראות טוב׃         | Wer möchte gern gut leben und schöne Tage sehen?                                                        |
| נ Nun                                                                       | 14   | נצר לשונך מרע ושפתיך מדבר מרמה׃               | Bewahre deine Zunge vor Bösem und deine Lippen vor betrügerischer Rede;                                 |
| ס Samech                                                                    | 15   | סור מרע ועשה־טוב בקש שלום ורדפהו׃             | lass ab vom Bösen und tue Gutes, suche Frieden und jage ihm nach!                                       |
| ע Ajin                                                                      | 16   | עיני יהוה אל־צדיקים ואזניו אל־שועתם׃          | Die Augen des HERRN sind gerichtet auf die Gerechten und seine Ohren auf ihr Schreien.                  |
| פ Pe                                                                        | 17   | פני יהוה בעשי רע להכרית מארץ זכרם׃            | Denen, die Böses tun, steht das Angesicht des HERRN entgegen, um ihre Erwähnung von der Erde zu tilgen. |
| צ Tzade                                                                     | 18   | צעקו ויהוה שמע ומכל־צרותם הצילם׃              | Sie schreien, und der HERR hört, aus allen ihren Bedrängnissen rettet er sie.                           |
| ק Qoph                                                                      | 19   | קרוב יהוה לנשברי־לב ואת־דכאי־רוח יושיע׃       | Nahe ist der HERR denen, die zerbrochenen Herzens sind, und die zerschlagenen Geistes sind, rettet er.  |
| ר Resch                                                                     | 20   | רבות רעות צדיק ומכלם יצילנו יהוה׃             | Vielfältig ist das Unglück des Gerechten, aber aus dem allen rettet ihn der HERR.                       |
| ש Schin                                                                     | 21   | שמר כל־עצמותיו אחת מהנה לא נשברה׃             | Er bewahrt alle seine Gebeine, nicht eines von ihnen wird zerbrochen.                                   |
| ת Taw                                                                       | 22   | תמותת רשע רעה ושנאי צדיק יאשמו׃               | Den Gottlosen wird die Bosheit töten; und die den Gerechten hassen, werden es büßen.                    |
| ת Taw                                                                       | 23   | פודה יהוה נפש עבדיו ולא יאשמו כל־החסים בו׃    | Der HERR erlöst die Seele seiner Knechte; und alle, die sich bei ihm bergen, müssen nicht büßen.        |

## Struktur
Der Psalm könnte auf folgende Weise strukturiert werden:
1. Vers 2–4: Hymnische Einführung
2. Vers 5: Grund des Preisens, Verkündigung des Geschicks des Psalmisten, Anrufung und Erettung
3. Vers 6–11: Lehre, die aus seinem Geschick hervorgeht
4. Vers 12–22: Lehrgedicht
  1. Vers 12: Psalmist ist jetzt „Lehrer“
  2. Vers 13–15: Frage – Antwort: Wer begehrt den Tod statt das Leben
  3. Vers 16–22: Ansammlung weiser Sprüche

## Angegebene Urheberschaft
Die Psalmüberschrift leitet den Psalm von David ab – aus der Zeit, in der er sich bei den Philistern wahnsinnig stellt (1 Sam 21,11ff ). Dabei verwechselt wahrscheinlich die Psalmüberschrift Achisch von Gath mit Abimelech von Gerar (dieser tritt eigentlich im Buch Genesis auf: Gen 20,1ff ).

## Bewertung
Der Alttestamentler Hermann Gunkel kritisiert, dass die alphabetische Anordnung des Psalms klare Gedanken verhindere. So heißt es in seinem Psalmenkommentar:

„Von einem alphabetischen Psalm kann man bei den großen formellen Schwierigkeit, die er zu überwinden hat, keine allzustraffen Gedankenordnung verlangen“

## Rezeption

### Judentum
Der Psalm 34 wird neben weiteren Psalmen im aschkenasischen wie im sephardischen Morgengebet (Schacharit, Psuke desimra) am Schabbat und an Feiertagen gebetet.

### Christentum
Der Psalm wurde Grundlage des Chorals Ich will, solang ich lebe (1602, EG 276) von Cornelius Becker. Auch Felix Mendelssohn Bartholdy verwendet ihn in seiner Motette Richte mich, Gott.